# Siège de Belfort (1870-1871)
Pour les articles homonymes, voir Siège de Belfort.
Guerre franco-prussienne
Batailles
- Chronologie de la guerre franco-prussienne de 1870
- Sarrebruck (08-1870)
- Wissembourg (08-1870)
- Forbach-Spicheren (08-1870)
- Wœrth (08-1870)
- Bitche (08-1870)
- Phalsbourg (08-1870)
- Borny-Colombey (08-1870)
- Strasbourg (08-1870)
- Mars-la-Tour (08-1870)
- Toul (08-1870)
- Gravelotte (08-1870)
- Metz (08-1870)
- Nouart (08-1870)
- Beaumont (08-1870)
- Noisseville (08-1870)
- Sedan (08-1870)
- Montmédy (09-1870)
- Soissons (09-1870)
- Siège de Paris et chronologie du siège (09-1870)
- Nompatelize (10-1870)
- Bellevue (10-1870)
- Châtillon (10-1870
- Châteaudun (10-1870)
- Buzenval (10-1870)
- Bourget (10-1870)
- Dijon (10-1870)
- Belfort (11-1870)
- La Fère (11-1870)
- Langres (11-1870)
- Bouvet et Meteor (navale) (11-1870)
- Coulmiers (11-1870)
- Thionville (11-1870)
- Châtillon-sur-Seine (11-1870)
- Villers-Bretonneux (11-1870)
- Beaune-la-Rolande (11-1870)
- Champigny (11-1870)
- Orléans (12-1870)
- Loigny (12-1870)
- Châteauneuf (12-1870)
- Beaugency (12-1870)
- Longeau (12-1870)
- l’Hallue (12-1870)
- Siège de Péronne (1871)
- Bapaume (01-1871)
- Villersexel (01-1871)
- Le Mans (01-1871)
- Héricourt (01-1871)
- Saint-Quentin (01-1871)
- Buzenval (01-1871)

Le siège de Belfort se déroula du 3 novembre 1870 au 18 février 1871 pendant la Guerre franco-allemande de 1870. La ville de Belfort résista au blocus et aux attaques prussiennes jusqu'à ce que le gouvernement de la Défense nationale donne l'ordre de reddition de la place après 104 jours de siège, l'armistice entre les belligérants ayant été signé le 28 janvier 1871.

## Contexte historique
Belfort est une ville stratégique située sur la Porte d'Alsace, une trouée entre le sud des Vosges et le massif du Jura. Après la déroute de l'Armée du Rhin dans le nord de l'Alsace, puis la conquête de Strasbourg le 28 septembre, Belfort constitue le dernier rempart avant une invasion du centre de la France par les armées prussiennes qui pourraient prendre en tenaille les forces françaises, alors basées en Lorraine et en Champagne.
Le colonel Pierre Philippe Denfert-Rochereau, nommé gouverneur de la place de Belfort en 1870, entreprend dès l'annonce de la progression prussienne l'édification de fortifications supplémentaires pour compléter efficacement les fortifications héritées de Vauban. Malgré les améliorations apportées par le général Haxo au début du XIXe siècle, leur organisation était devenue obsolète, mais elles avaient le grand mérite d'être très résistantes à l'impact des obus ennemis.
Belfort est alors surnommée la ville aux sept forts : Le Château, les Basses-Perches, les Hautes-Perches, la Justice, la Miotte, les Barres et Bellevue. S’y ajoutent des lignes de défense faites de fossés et de parapets qui entourent une partie des faubourgs, l’ouvrage à cornes de l’Espérance et le camp retranché entre les collines de la Miotte et la Justice. Les villages environnants, Pérouse, Danjoutin, Cravanche, Bessoncourt et le hameau de la Forge sont mis en défense.
Le maire de Belfort, Édouard Mény (1818-1891), par son action publique auprès de la population, allège les souffrances des Belfortains.

## Ordre de bataille
La garnison de Belfort se composait des troupes suivantes, :
- 1 bataillon du 84e régiment d'infanterie de ligne
- 1 bataillon du 45e régiment d'infanterie de ligne
- Le dépôt du 45e régiment d'infanterie de ligne
- 1 demi-batterie à pied du 7e régiment d'artillerie
- 4 demi-batterie à pied du 12e régiment d'artillerie
- 1 demi-compagnie du 2e régiment du génie
- 1 compagnie du génie de la garde mobile du Haut-Rhin
- 3 batteries d'artillerie de la garde mobile du Haut-Rhin
- 2 batteries d'artillerie de la garde mobile de la Haute-Garonne
- 3 compagnies d'infanterie de la garde mobile du Haut-Rhin
- le 57e régiment provisoire d'infanterie formé de 3 bataillons d'infanterie de la garde mobile de la Haute-Saône
- Le 4e bataillon d'infanterie de la garde mobile de la Haute-Saône
- le 16e régiment provisoire d'infanterie formé de 2 bataillons d'infanterie de la garde mobile du Rhône
- le 65e régiment provisoire d'infanterie formé de 2 bataillons d'infanterie de la garde mobile du Rhône
- 5 compagnies d'infanterie de la garde mobile de la Haute-Saône
- 2 compagnies d'infanterie de la garde mobile des Vosges
- 3 compagnies de mobilisés de la garde sédentaire du Haut-Rhin
- 390 gardes nationaux sédentaires de Belfort
- 100 douaniers
- Quelques gendarmes du Haut-Rhin
- Quelques cavaliers isolés

## Un début de siège difficile

Carte de Belfort et de ses environs pour suivre les opérations du siège en 1870 (1/20000).

Lorsque les troupes prussiennes, commandées par le général August von Werder et son adjoint le général Udo von Tresckow, investissent les pourtours de la ville le 3 novembre, elles se heurtent à une résistance plus vive que prévu. Au lieu de s'enfermer dans la place, la garnison de 15 000 hommes du colonel Denfert-Rochereau dispute toutes les approches. Tout au long du premier mois, la garnison de Belfort parvient à mener des sorties, appuyées par ses canons à longue portée, obligeant les Allemands à reculer à plusieurs reprises et à abandonner les villages conquis. Inférieurs numériquement et confrontés à un hiver rigoureux, les Allemands doivent mener un siège méthodique de la ville pour la faire tomber.

## Victoires et progressions allemandes

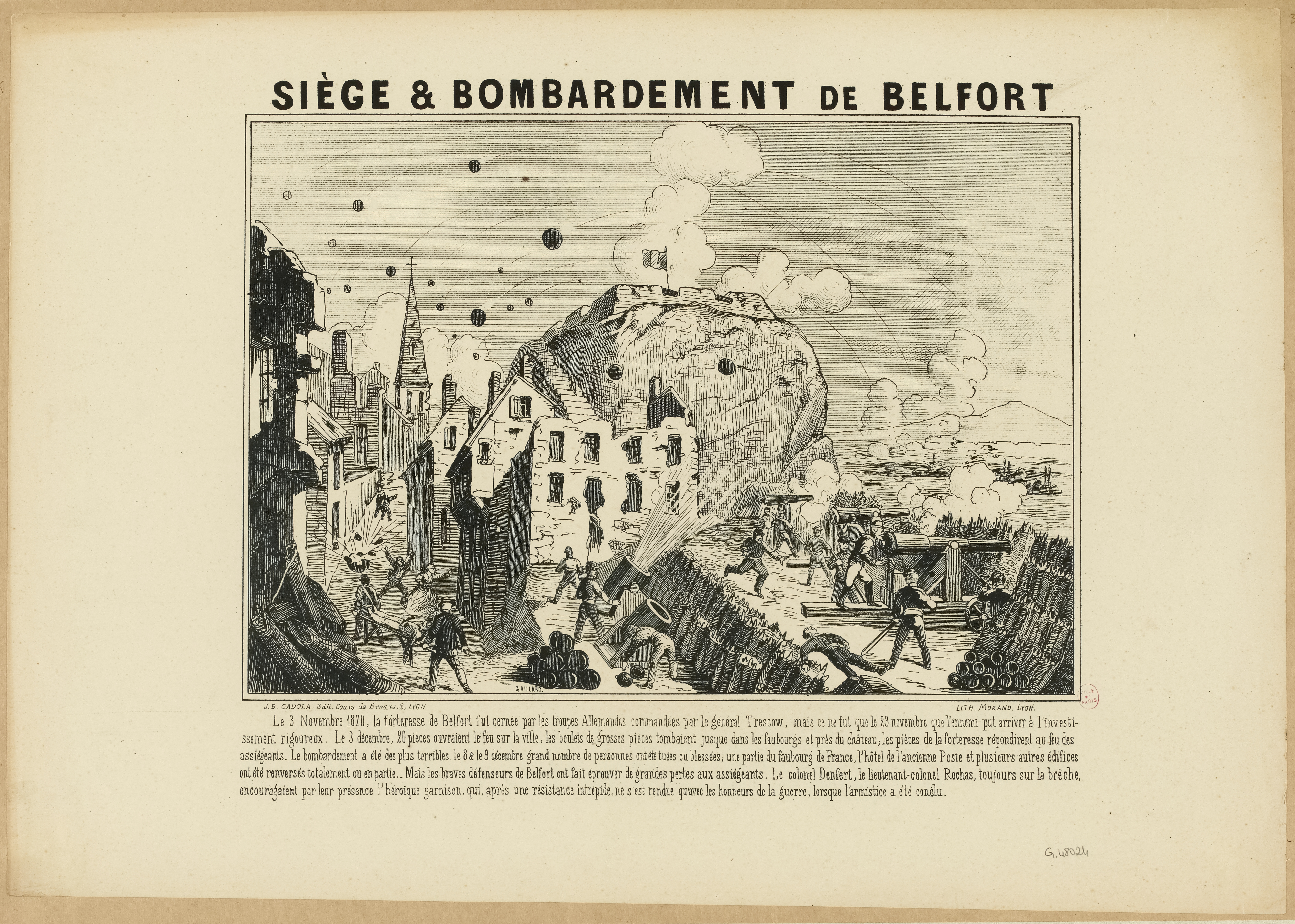
Lithographie du siège et du bombardement en 1870.

Ce n'est qu'à partir du 3 décembre que les Allemands, équipés de canons de faible portée, peuvent procéder à un bombardement de la ville, suivi d'une rapide interruption du fait d'une riposte énergique de la garnison. Mais dès le 13 décembre, les assiégeants progressent, conquièrent certaines positions et fortins qui leur permettent de bombarder de façon intensive et quasi continue la ville, d'autant qu'ils reçoivent de nouveaux canons en renfort et que les défenseurs sont depuis le début de janvier affaiblis par une épidémie de typhus et de variole.
Parallèlement, une armée de l'Est a été constituée dans le but de libérer Belfort, puis, pour une part de porter la guerre à l'est du Rhin et pour l'autre part de couper les arrières des armées allemandes positionnées au nord-est de la France. Le général Bourbaki est à son commandement, mais l'armée progresse lentement et von Werder organise une ligne de défense efficace qui lui permet de concentrer ses troupes au point où les Français font signe de lancer leur attaque principale. Cette attaque a lieu le 16 janvier, après une journée de préparation d'artillerie. Malgré quelques erreurs d'organisation, l'armée de l'Est parvient à durement affaiblir ses ennemis et à les faire reculer à proximité de Belfort, où la population, pleine d'espoir, peut entendre le bruit des bombardements. Mais, à l'image de ce qui s'est passé à Mars-la-Tour six mois plus tôt, Bourbaki, surestimant l'adversaire et sous-estimant ses forces, donne l'ordre de revenir sur les positions initiales, refusant de poursuivre l'avantage. Le 17, ses troupes repoussent victorieusement une attaque surprise d'un régiment badois, mais restent encore sur place, puis le 18, Bourbaki ordonne la retraite, abandonnant ainsi la ville.
C'est avec des troupes renforcées et du matériel supplémentaire que von Tresckow peut redoubler d'intensité dans le siège des fortifications. Mais son désir de voir chuter Belfort le rend imprudent ou impatient, et le 27 janvier, il lance une offensive prématurée et insuffisamment protégée sur la redoute des Perches, qui lui coûte la vie de 500 hommes. Il doit alors se résoudre à une avance en tranchées, plus prudente et plus adaptée à son infériorité numérique persistante. C'est le 8 février qu'il parvient à s'emparer de la redoute des Perches, ouvrant la voie à l'attaque directe du château, rendant la chute de la ville inéluctable.
L'ennemi a mis en batterie 200 gros canons qui, pendant 83 jours consécutifs, tirent plus de 400 000 obus, 5 000 par jour, ce qui est énorme pour l'époque, mais sans effet sur la volonté de résistance des unités françaises.

## L'ordre de la reddition

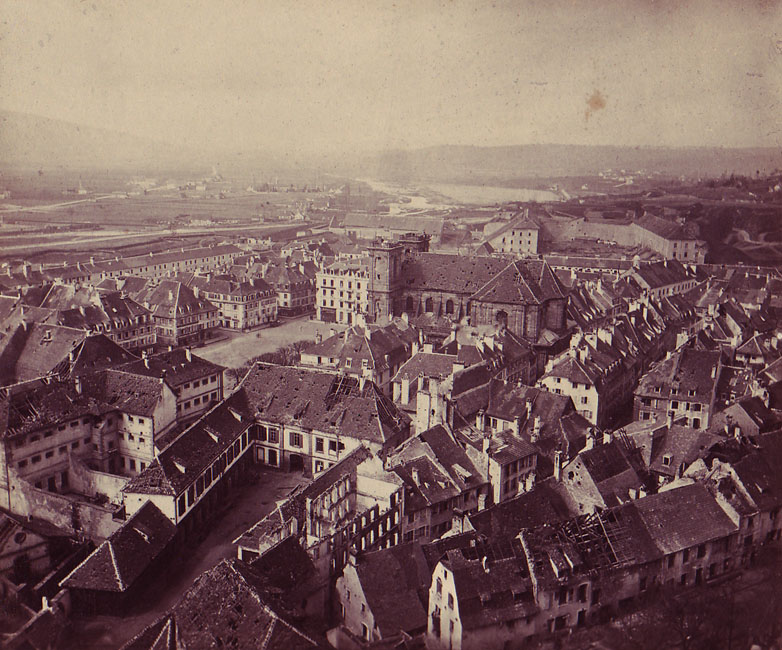
Vue générale de Belfort vers 1871.

Les opérations sont suspendues à l'annonce de l'intégration de Belfort dans l'armistice général (15 février) et le 18 février, le colonel Denfert-Rochereau reçoit d'Adolphe Thiers, qui vient d'accéder à la présidence du gouvernement, l'ordre exprès de rendre les armes. C'est donc après un siège de 104 jours où sa garnison et la population firent preuve d'une grande résistance que les défenseurs quittent la ville, munis d'un laissez-passer et portant fièrement leurs armes.
La garnison comprenait initialement 17 700 hommes, dont 4 750 trouvèrent la mort, ainsi que 336 civils, tandis que presque tous les bâtiments de la ville sont endommagés par les bombardements. Les Allemands ont eux perdu environ 2 000 hommes pendant le siège.
La résistance de Belfort offre la possibilité à Thiers de négocier la conservation de l'arrondissement de Belfort au sein de la France, alors qu'il faisait auparavant partie de l'Alsace, désormais revendiquée par les Allemands.
En hommage à cette résistance, un monument réalisé par Bartholdi est construit sur le flanc de la falaise dominant la ville : le Lion de Belfort.
C'est encore Bartholdi qui se voit offrir, en 1913, l'érection sur la place de la République du monument des Trois sièges (1814-1815-1871). Ce monument est entouré par les statues des trois défenseurs : Legrand, Lecourbe et Denfert-Rochereau.
Un autre monument dressé pour commémorer le siège de 1870 est le monolithe de la nécropole du Siège de 1870, au cimetière des Mobiles, faubourg de Brisach.
Par décret du président de la République, Félix Faure, en date du 19 avril 1896, la ville de Belfort a été autorisée à faire figurer dans ses armoiries la Croix de la Légion d’honneur pour perpétuer le souvenir de sa résistance pendant la guerre en 1870-1871.

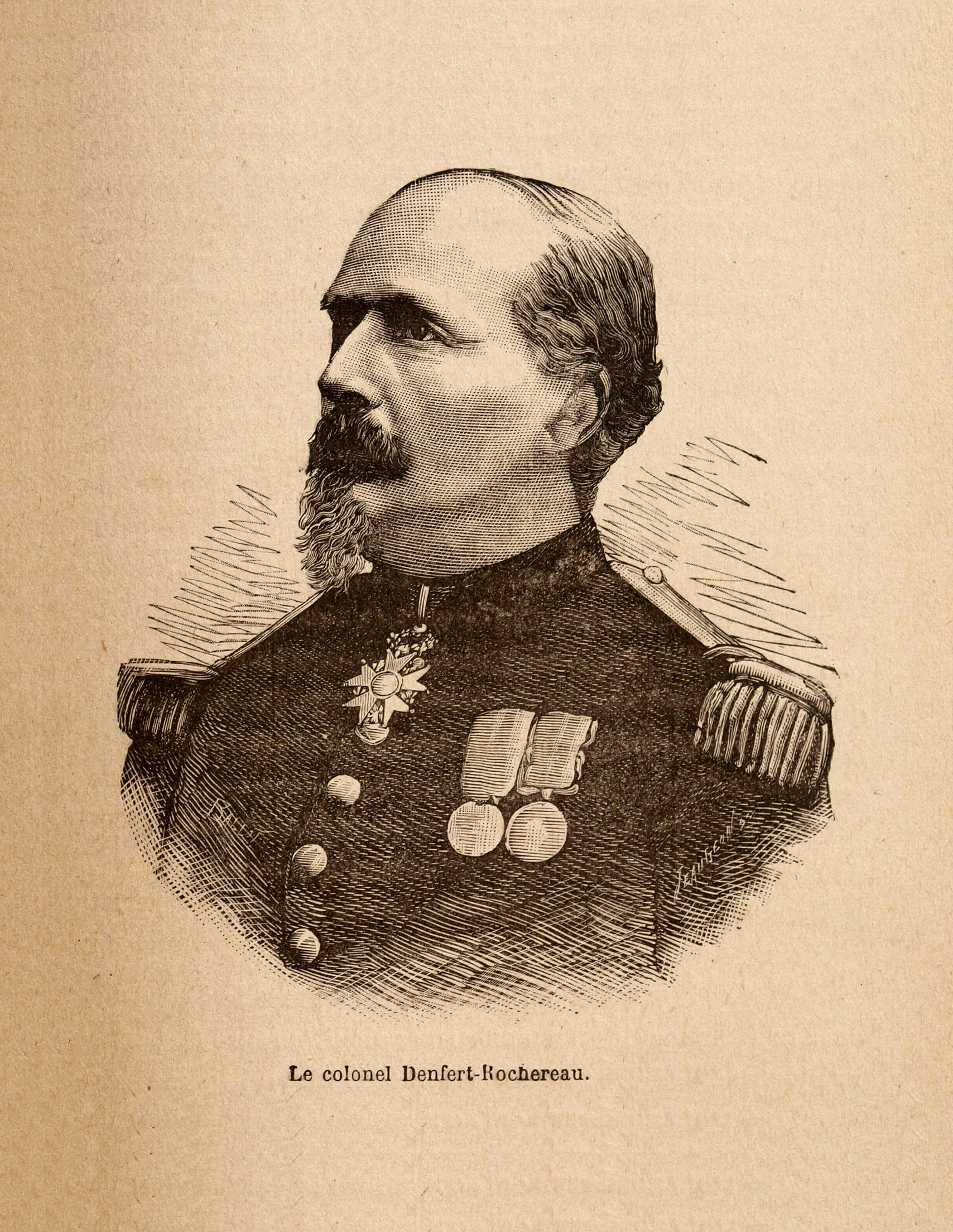
Denfert-Rochereau.
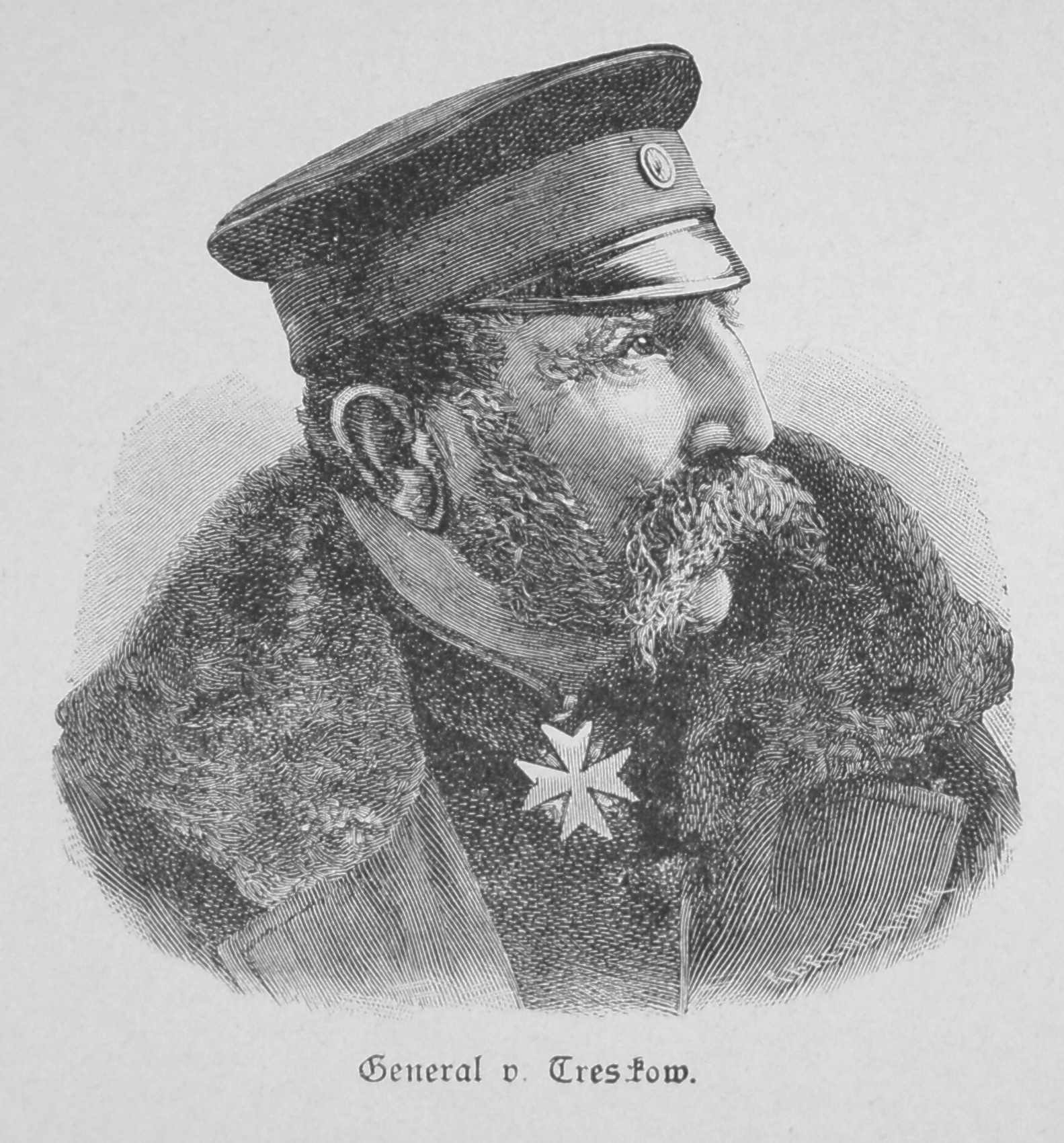
Udo von Tresckow.
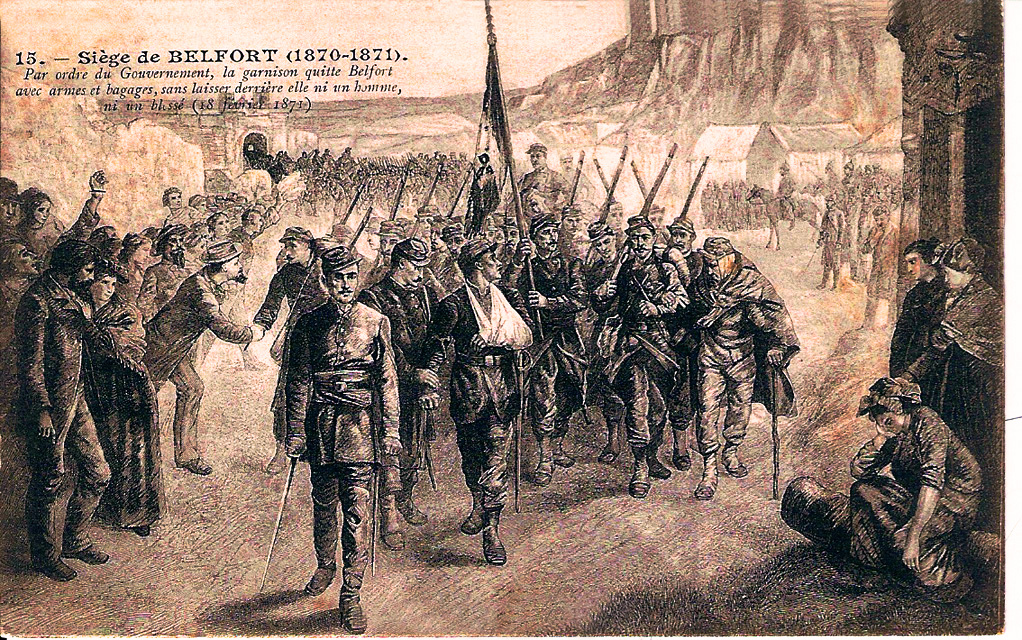
Reddition de la ville le 18 février 1871.
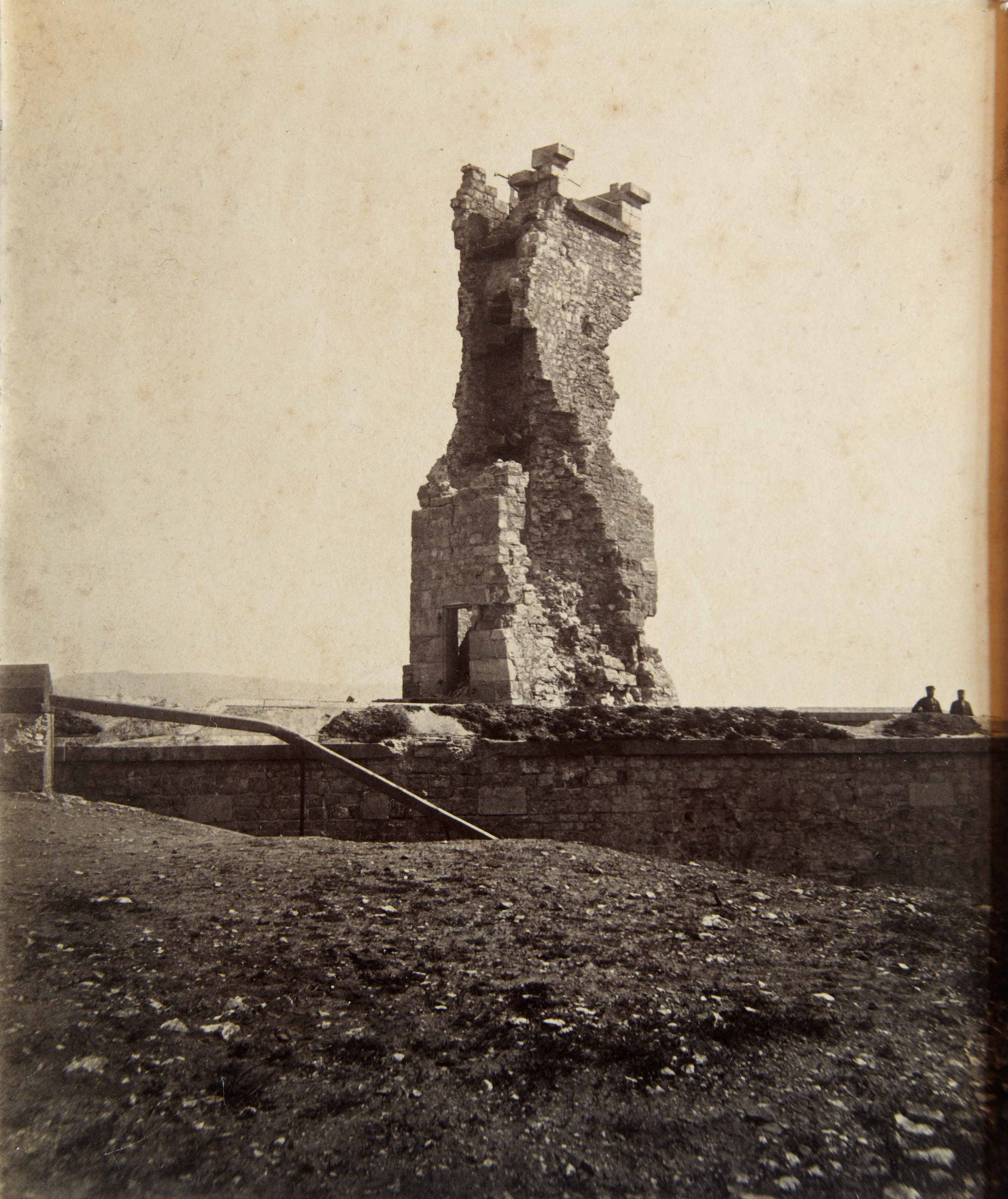
Tour de la Miotte en 1871.
Les artilleurs mobiles de Toulouse quittent Belfort avec les Honneurs de la Guerre. Peinture de Jean-André Rixens (Capitole de Toulouse).